# Ustawa o postępowaniu w sprawach nieletnich
Ustawa z dnia 26 października 1982 r. o postępowaniu w sprawach nieletnich – polska ustawa uchwalona przez Sejm PRL, regulująca kwestie prawne związane z postępowaniem w sprawach nieletnich, obowiązująca w latach 1983–2022. Do tego czasu obowiązywał rozdział XI (art. 69 - 78) Kodeksu karnego z 1932 r.

## Zakres regulacji
Ustawa określała:
- kompetencje sądu rodzinnego w postępowaniu w sprawach nieletnich
- środki zapobiegania i zwalczania demoralizacji i przestępczości nieletnich
- ogólny tryb postępowania w sprawach nieletnich
- tryb postępowania wykonawczego i odwoławczego
- zasady stosowania środków poprawczych, użycia środków przymusu bezpośredniego wobec nieletniego umieszczonego w zakładzie poprawczym, w schronisku dla nieletnich, młodzieżowym ośrodku wychowawczym i udzielania nagród i stosowanie środków dyscyplinarnych wobec nieletnich umieszczonych w schroniskach dla nieletnich i zakładach poprawczych
- sposób zatrudnienia nieletniego w zakładzie poprawczym i schronisku dla nieletnich.

## Nowelizacje
Ustawę znowelizowano wielokrotnie. Ostatnia zmiana weszła w życie w 2022 roku.

## Uchylenie ustawy
1 września 2022 roku ustawę zastąpiła ustawa z dnia 9 czerwca 2022 r. o wspieraniu i resocjalizacji nieletnich. Przepis uchylający ustawę z 1982 r. został zawarty w art. 416 ustawy z 9 czerwca 2022 r.